# Le Baron vampire
Pour les articles homonymes, voir Le Baron.
À ne pas confondre avec le film Baron vampire (1972) de Mario Bava.
Pour plus de détails, voir Fiche technique et Distribution.
Le Baron vampire (espagnol : La isla de la muerte ; allemand : Das Geheimnis der Todesinsel)  est un film d'épouvante fantastique hispano-ouest-allemand réalisé par Mel Welles et sorti en 1967.

## Synopsis
Le mystérieux savant Baron von Weser réside dans une maison de campagne haut de gamme sur une île isolée. C'est là qu'il mène ses études botaniques, dont personne n'est vraiment au courant. Ce n'est qu'à contrecœur qu'il accepte des « intrus » dans son paradis terrestre, comme le groupe de touristes aisés et payants qui lui rend visite un jour par ferry. Le professeur Demerest, qui accompagne les touristes, se rend compte dès son arrivée, lors du trajet en voiture jusqu'au manoir, que cette île abrite une multitude de plantes qui n'y sont pas originaires. Lorsqu'en plus, le véhicule renverse Baldi, le serviteur du baron gravement défiguré, et que celui-ci perd la vie, c'est la consternation. Peu après, Baldi réapparaît : il s'agit soi-disant de son frère jumeau muet. Pour le dîner de bienvenue, le baron von Weser sert à ses visiteurs des légumes génétiquement modifiés qui surprennent les invités. L'un d'entre eux trouve que cela ressemble certes à un concombre, mais que cela a le goût de la viande. Après le repas, von Weser présente à ses invités une sélection des plantes carnivores qu'il a cultivées et il donne une souris à manger à une espèce spéciale de rhododendron affamée.
Alors que l'on s'apprête à passer la nuit, l'un des visiteurs, l'avisé David Moss, sent la présence d'un rat. Il enferme dans sa chambre Beth, la belle passagère sur laquelle il a jeté son dévolu, pour qu'elle reste saine et sauve. En effet, une épidémie de mort subite se déclare bientôt parmi les personnes présentes. Le premier à en faire les frais est le chauffeur des invités. Les cadavres sont retrouvés complètement vidés de leur sang. L'hypothèse émise par certains invités, à savoir qu'il doit s'agir d'une sorte de vampirisme, n'est pas si erronée, sauf qu'il s'agit de plantes qui se nourrissent de sang. En effet, la culture la plus remarquable du baron von Weser, un arbre aux dimensions énormes, doit être régulièrement nourrie de sang. Si ce n'est pas le cas, l'arbre se met lui-même en quête de victimes pour étancher sa soif. Bientôt, les nerfs sont à vif et les invités s'accusent mutuellement d'être impliqués dans ces terribles événements.
Il n'est pourtant pas possible de quitter le jour-même cette île de l'horreur : le ferry ne revient que deux jours plus tard et les lignes téléphoniques sont coupées. Pendant ce temps, le professeur Demerest, trop curieux et novice, est assassiné d'un coup d'épine par le baron lorsqu'il s'approche trop près de la vérité. Au cours d'un violent orage qui sévit sur l'île, c'est finalement au tour de Mme Callahan de se faire sucer par l'arbre-monstre. Celui-ci s'en prend ensuite à Beth, mais son prétendant, David Moss, s'interpose et s'acharne sur ses branches avec une hache. Des flots de sang jaillissent des blessures du bois. Voyant cela, von Weser s'interpose, horrifié, et tente d'empêcher Moss de faire ce qu'il a fait, afin de sauver sa plus belle créature. Pour sauver l'arbre de sang fortement blessé, von Weser tente de prodiguer à l'arbre une transfusion sanguine. Mais la plante se révèle gourmande et le baron von Weser est victime de sa propre culture.

## Fiche technique
- Titre original espagnol : La isla de la muerte[1]
- Titre allemand : Das Geheimnis der Todesinsel[2]
- Titre français : Le Baron vampire ou L'Île de la mort[3]
- Réalisation : Mel Welles
- Scenario : Mel Welles, Ernst von Theumer
- Photographie :	Cecilio Paniagua, Juan Mariné, Siegfried Krämer
- Montage : Roberto Cinquini (it)
- Musique : José Munoz Molleda, Antón García Abril
- Décors : Francisco Canet
- Production : Ernst von Theumer, George Ferrer
- Société de production : Tefi-Filmproduktion (Munich), Orbita Film N.C.R. (Madrid)
- Pays de production :  Espagne -  Allemagne de l'Ouest
- Langues originales : Italien, allemand
- Format : couleur par Technicolor - 2,35:1 - Son mono - 35 mm
- Durée : 85 minutes
- Genre : Film d'épouvante fantastique
- Dates de sortie :
  - Espagne : 20 février 1967
  - Allemagne de l'Ouest : 21 juillet 1967
  - France : 25 novembre 1970

## Distribution
- Cameron Mitchell : Baron von Weser
- Elisa Montés : Beth Christiansen
- George Martin : David Moss
- Kai Fischer : Cora Robinson
- Hermann Nehlsen (de) : Prof. Julius Demerist
- Rolf von Nauckhoff : James Robinson
- Matilde Muñoz Sampedro (es) : Myrtle Callahan
- Ricardo Valle : Alfredo
- Mike Brendel : Baldi / Le frère de Baldi

## Accueil critique
Selon DVD Verdict, Le Baron vampire est « ...un film d'horreur européen mal interprété et mal doublé qui nous présente des arbres carnivores se régalant de touristes sans méfiance. Malheureusement, ces touristes sont tellement pleurnichards et étourdis qu'ils passent pour des abrutis, ce qui fait que l'on finit par encourager les arbres ».
Selon Carlos Aguilar, il s'agit d'« un film modeste mais absolument pas méprisable ».